# Eli Perry
Eli Perry, född 25 december 1799 i Cambridge, New York, död 17 maj 1881 i Albany, New York, var en amerikansk demokratisk politiker. Han var Albanys borgmästare 1851–1854, 1856–1860 och 1862–1866. Han var ledamot av USA:s representanthus 1871–1875.
Perry var verksam som affärsman innan han blev politiker. År 1851 efterträdde han Franklin Townsend som borgmästare och efterträddes år 1854 av William Parmelee. Perry tillträdde 1856 på nytt som borgmästare och efterträddes 1860 av George H. Thacher. För tredje gången tillträdde han 1862 och efterträddes 1866 av företrädaren Thacher.
Perry besegrade Minard Harder i kongressvalet 1870 och Charles H. Adams i kongressvalet 1872. Han avled år 1881 och gravsattes på Albany Rural Cemetery i Menands.